# Eleições presidenciais de 2016 em Aveiro

## Resultados oficiais
| Candidato               | Candidato                | Votos  | %               |
| ----------------------- | ------------------------ | ------ | --------------- |
|                         | Marcelo Rebelo de Sousa  | 19 905 | 57,26 / 100,00  |
|                         | António Sampaio da Nóvoa | 7 205  | 20,73 / 100,00  |
|                         | Marisa Matias            | 3 474  | 9,99 / 100,00   |
|                         | Vitorino Silva           | 1 050  | 3,02 / 100,00   |
|                         | Maria de Belém Roseira   | 998    | 2,87 / 100,00   |
|                         | Paulo de Morais          | 984    | 2,83 / 100,00   |
|                         | Edgar Silva              | 587    | 1,69 / 100,00   |
|                         | Henrique Neto            | 395    | 1,14 / 100,00   |
|                         | Jorge Sequeira           | 96     | 0,28 / 100,00   |
|                         | Cândido Ferreira         | 66     | 0,19 / 100,00   |
| Votos Inválidos         | Votos Inválidos          | 856    | 2,41 / 100,00   |
| Total                   | Total                    | 35 616 | 100,00 / 100,00 |
| Eleitorado/Participação | Eleitorado/Participação  | 70 408 | 50,59 / 100,00  |

## Resultados por Freguesia
Os resultados dos candidatos por freguesia foram os seguintes:
| Freguesia                                 | %     | %     | %     | %    | %    | %    | %    | %    | %    | %    | Votantes |
| Freguesia                                 | MRS   | ASN   | MM    | VS   | MBR  | PM   | ES   | HN   | JS   | CF   | Votantes |
| ----------------------------------------- | ----- | ----- | ----- | ---- | ---- | ---- | ---- | ---- | ---- | ---- | -------- |
| Aradas                                    | 62,31 | 18,03 | 8,46  | 3,07 | 2,49 | 3,05 | 1,09 | 1,09 | 0,18 | 0,23 | 4 033    |
| Cacia                                     | 53,23 | 21,26 | 12,31 | 4,11 | 3,76 | 2,09 | 1,89 | 0,72 | 0,56 | 0,07 | 3 148    |
| Eixo e Eirol                              | 59,76 | 18,30 | 10,15 | 4,33 | 3,10 | 2,03 | 1,30 | 0,54 | 0,23 | 0,27 | 2 672    |
| Esgueira                                  | 50,44 | 23,60 | 12,23 | 3,44 | 3,02 | 3,26 | 2,39 | 1,26 | 0,20 | 0,16 | 5 626    |
| Glória e Vera Cruz                        | 51,82 | 25,59 | 10,12 | 1,97 | 2,61 | 3,59 | 2,16 | 1,76 | 0,23 | 0,14 | 9 407    |
| Oliveirinha                               | 69,23 | 13,26 | 7,73  | 3,01 | 2,24 | 1,86 | 1,15 | 0,62 | 0,52 | 0,38 | 2 138    |
| Requeixo, Nossa Senhora de Fátima e Nariz | 78,26 | 8,45  | 5,58  | 2,77 | 2,17 | 1,04 | 0,69 | 0,79 | 0,15 | 0,10 | 2 072    |
| Santa Joana                               | 57,19 | 20,43 | 9,81  | 3,33 | 3,49 | 2,68 | 1,75 | 0,73 | 0,34 | 0,25 | 3 646    |
| São Bernardo                              | 61,72 | 19,08 | 9,05  | 2,51 | 2,10 | 3,17 | 0,70 | 1,15 | 0,29 | 0,25 | 2 490    |
| São Jacinto                               | 44,88 | 22,05 | 14,70 | 5,77 | 8,40 | 1,57 | 1,57 | 0,52 | 0,26 | 0,26 | 384      |
| Aveiro                                    | 57,26 | 20,73 | 9,99  | 3,02 | 2,87 | 2,83 | 1,69 | 1,14 | 0,28 | 0,19 | 35 616   |

#### Aradas
| Candidato               | Candidato                | Votos | %               |
| ----------------------- | ------------------------ | ----- | --------------- |
|                         | Marcelo Rebelo de Sousa  | 2 453 | 62,31 / 100,00  |
|                         | António Sampaio da Nóvoa | 710   | 18,03 / 100,00  |
|                         | Marisa Matias            | 333   | 8,46 / 100,00   |
|                         | Vitorino Silva           | 121   | 3,07 / 100,00   |
|                         | Paulo de Morais          | 120   | 3,05 / 100,00   |
|                         | Maria de Belém Roseira   | 98    | 2,49 / 100,00   |
|                         | Edgar Silva              | 43    | 1,09 / 100,00   |
|                         | Henrique Neto            | 43    | 1,09 / 100,00   |
|                         | Cândido Ferreira         | 9     | 0,23 / 100,00   |
|                         | Jorge Sequeira           | 7     | 0,18 / 100,00   |
| Votos Inválidos         | Votos Inválidos          | 96    | 2,38 / 100,00   |
| Total                   | Total                    | 4 033 | 100,00 / 100,00 |
| Eleitorado/Participação | Eleitorado/Participação  | 8 146 | 49,51 / 100,00  |

#### Cacia
| Candidato               | Candidato                | Votos | %               |
| ----------------------- | ------------------------ | ----- | --------------- |
|                         | Marcelo Rebelo de Sousa  | 1 630 | 53,23 / 100,00  |
|                         | António Sampaio da Nóvoa | 651   | 21,26 / 100,00  |
|                         | Marisa Matias            | 377   | 12,31 / 100,00  |
|                         | Vitorino Silva           | 126   | 4,11 / 100,00   |
|                         | Maria de Belém Roseira   | 115   | 3,76 / 100,00   |
|                         | Paulo de Morais          | 64    | 2,09 / 100,00   |
|                         | Edgar Silva              | 58    | 1,89 / 100,00   |
|                         | Henrique Neto            | 22    | 0,72 / 100,00   |
|                         | Jorge Sequeira           | 17    | 0,56 / 100,00   |
|                         | Cândido Ferreira         | 2     | 0,07 / 100,00   |
| Votos Inválidos         | Votos Inválidos          | 86    | 2,73 / 100,00   |
| Total                   | Total                    | 3 148 | 100,00 / 100,00 |
| Eleitorado/Participação | Eleitorado/Participação  | 6 318 | 49,83 / 100,00  |

#### Eixo e Eirol
| Candidato               | Candidato                | Votos | %               |
| ----------------------- | ------------------------ | ----- | --------------- |
|                         | Marcelo Rebelo de Sousa  | 1 561 | 59,76 / 100,00  |
|                         | António Sampaio da Nóvoa | 478   | 18,30 / 100,00  |
|                         | Marisa Matias            | 265   | 10,15 / 100,00  |
|                         | Vitorino Silva           | 113   | 4,33 / 100,00   |
|                         | Maria de Belém Roseira   | 81    | 3,10 / 100,00   |
|                         | Paulo de Morais          | 53    | 2,03 / 100,00   |
|                         | Edgar Silva              | 34    | 1,30 / 100,00   |
|                         | Henrique Neto            | 14    | 0,54 / 100,00   |
|                         | Cândido Ferreira         | 7     | 0,27 / 100,00   |
|                         | Jorge Sequeira           | 6     | 0,23 / 100,00   |
| Votos Inválidos         | Votos Inválidos          | 60    | 2,25 / 100,00   |
| Total                   | Total                    | 2 672 | 100,00 / 100,00 |
| Eleitorado/Participação | Eleitorado/Participação  | 5 542 | 48,21 / 100,00  |

#### Esgueira
| Candidato               | Candidato                | Votos  | %               |
| ----------------------- | ------------------------ | ------ | --------------- |
|                         | Marcelo Rebelo de Sousa  | 2 768  | 50,44 / 100,00  |
|                         | António Sampaio da Nóvoa | 1 295  | 23,60 / 100,00  |
|                         | Marisa Matias            | 671    | 12,23 / 100,00  |
|                         | Vitorino Silva           | 189    | 3,44 / 100,00   |
|                         | Paulo de Morais          | 179    | 3,26 / 100,00   |
|                         | Maria de Belém Roseira   | 166    | 3,02 / 100,00   |
|                         | Edgar Silva              | 131    | 2,39 / 100,00   |
|                         | Henrique Neto            | 69     | 1,26 / 100,00   |
|                         | Jorge Sequeira           | 11     | 0,20 / 100,00   |
|                         | Cândido Ferreira         | 9      | 0,16 / 100,00   |
| Votos Inválidos         | Votos Inválidos          | 138    | 2,45 / 100,00   |
| Total                   | Total                    | 5 626  | 100,00 / 100,00 |
| Eleitorado/Participação | Eleitorado/Participação  | 11 756 | 47,86 / 100,00  |

#### Glória e Vera Cruz
| Candidato               | Candidato                | Votos  | %               |
| ----------------------- | ------------------------ | ------ | --------------- |
|                         | Marcelo Rebelo de Sousa  | 4 757  | 51,82 / 100,00  |
|                         | António Sampaio da Nóvoa | 2 349  | 25,59 / 100,00  |
|                         | Marisa Matias            | 929    | 10,12 / 100,00  |
|                         | Paulo de Morais          | 330    | 3,59 / 100,00   |
|                         | Maria de Belém Roseira   | 240    | 2,61 / 100,00   |
|                         | Edgar Silva              | 198    | 2,16 / 100,00   |
|                         | Vitorino Silva           | 181    | 1,97 / 100,00   |
|                         | Henrique Neto            | 162    | 1,76 / 100,00   |
|                         | Jorge Sequeira           | 21     | 0,23 / 100,00   |
|                         | Cândido Ferreira         | 13     | 0,14 / 100,00   |
| Votos Inválidos         | Votos Inválidos          | 227    | 2,42 / 100,00   |
| Total                   | Total                    | 9 407  | 100,00 / 100,00 |
| Eleitorado/Participação | Eleitorado/Participação  | 17 527 | 53,67 / 100,00  |

#### Oliveirinha
| Candidato               | Candidato                | Votos | %               |
| ----------------------- | ------------------------ | ----- | --------------- |
|                         | Marcelo Rebelo de Sousa  | 1 451 | 69,23 / 100,00  |
|                         | António Sampaio da Nóvoa | 278   | 13,26 / 100,00  |
|                         | Marisa Matias            | 162   | 7,73 / 100,00   |
|                         | Vitorino Silva           | 63    | 3,01 / 100,00   |
|                         | Maria de Belém Roseira   | 47    | 2,24 / 100,00   |
|                         | Paulo de Morais          | 39    | 1,86 / 100,00   |
|                         | Edgar Silva              | 24    | 1,15 / 100,00   |
|                         | Henrique Neto            | 13    | 0,62 / 100,00   |
|                         | Jorge Sequeira           | 11    | 0,52 / 100,00   |
|                         | Cândido Ferreira         | 8     | 0,38 / 100,00   |
| Votos Inválidos         | Votos Inválidos          | 42    | 1,96 / 100,00   |
| Total                   | Total                    | 2 138 | 100,00 / 100,00 |
| Eleitorado/Participação | Eleitorado/Participação  | 4 279 | 49,96 / 100,00  |

#### Requeixo, Nossa Senhora de Fátima e Nariz
| Candidato               | Candidato                | Votos | %               |
| ----------------------- | ------------------------ | ----- | --------------- |
|                         | Marcelo Rebelo de Sousa  | 1 584 | 78,26 / 100,00  |
|                         | António Sampaio da Nóvoa | 171   | 8,45 / 100,00   |
|                         | Marisa Matias            | 113   | 5,58 / 100,00   |
|                         | Vitorino Silva           | 56    | 2,77 / 100,00   |
|                         | Maria de Belém Roseira   | 44    | 2,17 / 100,00   |
|                         | Paulo de Morais          | 21    | 1,04 / 100,00   |
|                         | Henrique Neto            | 16    | 0,79 / 100,00   |
|                         | Edgar Silva              | 14    | 0,69 / 100,00   |
|                         | Jorge Sequeira           | 3     | 0,15 / 100,00   |
|                         | Cândido Ferreira         | 2     | 0,10 / 100,00   |
| Votos Inválidos         | Votos Inválidos          | 48    | 2,31 / 100,00   |
| Total                   | Total                    | 2 072 | 100,00 / 100,00 |
| Eleitorado/Participação | Eleitorado/Participação  | 4 157 | 49,84 / 100,00  |

#### Santa Joana
| Candidato               | Candidato                | Votos | %               |
| ----------------------- | ------------------------ | ----- | --------------- |
|                         | Marcelo Rebelo de Sousa  | 2 029 | 57,19 / 100,00  |
|                         | António Sampaio da Nóvoa | 725   | 20,43 / 100,00  |
|                         | Marisa Matias            | 348   | 9,81 / 100,00   |
|                         | Maria de Belém Roseira   | 124   | 3,49 / 100,00   |
|                         | Vitorino Silva           | 118   | 3,33 / 100,00   |
|                         | Paulo de Morais          | 95    | 2,68 / 100,00   |
|                         | Edgar Silva              | 62    | 1,75 / 100,00   |
|                         | Henrique Neto            | 26    | 0,73 / 100,00   |
|                         | Jorge Sequeira           | 12    | 0,34 / 100,00   |
|                         | Cândido Ferreira         | 9     | 0,25 / 100,00   |
| Votos Inválidos         | Votos Inválidos          | 98    | 2,69 / 100,00   |
| Total                   | Total                    | 3 646 | 100,00 / 100,00 |
| Eleitorado/Participação | Eleitorado/Participação  | 7 328 | 49,75 / 100,00  |

#### São Bernardo
| Candidato               | Candidato                | Votos | %               |
| ----------------------- | ------------------------ | ----- | --------------- |
|                         | Marcelo Rebelo de Sousa  | 1 501 | 61,72 / 100,00  |
|                         | António Sampaio da Nóvoa | 464   | 19,08 / 100,00  |
|                         | Marisa Matias            | 220   | 9,05 / 100,00   |
|                         | Paulo de Morais          | 77    | 3,17 / 100,00   |
|                         | Vitorino Silva           | 61    | 2,51 / 100,00   |
|                         | Maria de Belém Roseira   | 51    | 2,10 / 100,00   |
|                         | Henrique Neto            | 28    | 1,15 / 100,00   |
|                         | Edgar Silva              | 17    | 0,70 / 100,00   |
|                         | Jorge Sequeira           | 7     | 0,29 / 100,00   |
|                         | Cândido Ferreira         | 6     | 0,25 / 100,00   |
| Votos Inválidos         | Votos Inválidos          | 58    | 2,33 / 100,00   |
| Total                   | Total                    | 2 490 | 100,00 / 100,00 |
| Eleitorado/Participação | Eleitorado/Participação  | 4 443 | 56,04 / 100,00  |

#### São Jacinto
| Candidato               | Candidato                | Votos | %               |
| ----------------------- | ------------------------ | ----- | --------------- |
|                         | Marcelo Rebelo de Sousa  | 171   | 44,88 / 100,00  |
|                         | António Sampaio da Nóvoa | 84    | 22,05 / 100,00  |
|                         | Marisa Matias            | 56    | 14,70 / 100,00  |
|                         | Maria de Belém Roseira   | 32    | 8,40 / 100,00   |
|                         | Vitorino Silva           | 22    | 5,77 / 100,00   |
|                         | Paulo de Morais          | 6     | 1,57 / 100,00   |
|                         | Edgar Silva              | 6     | 1,57 / 100,00   |
|                         | Henrique Neto            | 2     | 0,52 / 100,00   |
|                         | Jorge Sequeira           | 1     | 0,26 / 100,00   |
|                         | Cândido Ferreira         | 1     | 0,26 / 100,00   |
| Votos Inválidos         | Votos Inválidos          | 3     | 0,78 / 100,00   |
| Total                   | Total                    | 384   | 100,00 / 100,00 |
| Eleitorado/Participação | Eleitorado/Participação  | 912   | 42,11 / 100,00  |